# Bernard Tekpetey
Bernard Tekpetey (ur. 3 września 1997 w Akrze) – ghański piłkarz, występujący na pozycji skrzydłowego, w bułgarskim klubie Łudogorec Razgrad. Dwukrotny reprezentant Ghany. Uczestnik Pucharu Narodów Afryki 2017.

## Kariera klubowa
Do Niemiec trafił za sprawą Geralda Asamoaha, który wypatrzył go w Ghanie i zaprosił na testy do Schalke. Na debiut musiał czekać aż do 24 listopada 2016 roku, kiedy to pojawił się na boisku w spotkaniu fazy grupowej Ligi Europy przeciwko OGC Nice. W meczu wywalczył rzut karny, a później został ukarany czerwoną kartką. 17 grudnia zadebiutował natomiast w Bundeslidze w meczu 15. kolejki przeciwko SC Freiburg.
W sierpniu 2017 roku został wypożyczony do austriackiego zespołu SCR Altach. 16 września 2017 roku zdobył jedyną bramkę w lidze austriackiej po tym jak pokonał bramkarza Rapidu Wiedeń. W styczniu 2018 roku wypożyczenie zostało zakończone.
Przed sezonem 2018/2019 przeszedł na stałe do drużyny SC Paderborn 07, jednak Schalke zapewniło sobie opcję odkupu zawodnika po roku czasu. W rozgrywkach 2. Bundesligi został podstawowym zawodnikiem swojej drużyny i w 32 meczach zdobył 10 bramek. Paderborn wywalczyło awans, a Schalke zdecydowało się wykupić Tekpeteya z powrotem.
Do sezonu 2019/2020 Tekpetey przygotowania rozpoczął z Schalke, jednak w trakcie okresu przygotowawczego został wypożyczony na dwa lata do Fortuny Düsseldorf. Fortuna nie zdołała się utrzymać w Bundeslidze, a sam Tekpetey oświadczył, że więcej już w Fortunie nie zagra. W związku z tym wypożyczenie zostało zakończone przedwcześnie, a sam zawodnik trafił na kolejne dwuletnie wypożyczenie do Łudogorca Razgrad.

## Kariera reprezentacyjna
4 stycznia 2017 Awraham Grant powołał go do kadry reprezentacji Ghany na Puchar Narodów Afryki 2017. Tekpetey zagrał w turnieju w dwóch meczach: z Egiptem pojawił się na boisku z ławki rezerwowych, a spotkanie o trzecie miejsce przeciwko Burkinie Faso rozpoczął w podstawowym składzie. Ghana zajęła ostatecznie czwarte miejsce.